# Gâtinois
Cet article possède un paronyme, voir gatinois.
Le Gâtinois (ou Gatinois) est la forme ancienne du nom du Gâtinais, ancienne province du centre de la France située à proximité d'Orléans dans la vallée de la Loire.
Ce nom aurait pour origine le mot gâtine ou gatineau, trace résiduelle des anciens défrichements. La province de ce nom est la gâtine de l'ancienne forêt de Bière (maintenant connue comme forêt de Fontainebleau).
Le nom est encore présent en dehors du Gâtinois, par exemple dans le nom de Saint-Martin-en-Gâtinois, qui n'est pas dans la province, mais en Bourgogne juste au nord de Chalon-sur-Saône. De nombreux villages et villes incluent le nom « Gâtinais » dans leur nom.